# James Carr (musicien)
Pour les articles homonymes, voir James Carr et Carr.
James Carr né le 13 juin 1942 dans le comté de Coahoma, Mississippi et mort le 7 janvier 2001 à Memphis, est un chanteur de soul américain.

## Biographie
Souvent comparé à Otis Redding ou Percy Sledge, il est considéré comme l'une des plus belles voix de la musique noire américaine des années 1960.
Il est notamment l'interprète de la chanson The Dark End of the Street en 1967, reprise par de nombreux artistes, qui a reçu en 2016 le Grammy Hall of Fame Award,,.